# Santa Lúcia (Paraná)
Santa Lúcia est une municipalité brésilienne située dans l'État du Paraná.